# 吳文遠
吳文遠（英語：Ng Man Yuen Avery；1976年12月27日—），外号“大将军”，出生於香港，祖籍廣東省恩平市；社會民主連線秘書長，活躍於社會運動，是泛民主派的一員。因其說話溫文但經常參與公民抗命或社會抗爭，被傳媒形容為「斯文版長毛」。

## 早年生活
吳文遠小時候在深水埗長大，就讀德貞小學。中學時曾就讀赤柱聖士提反書院，直至13歲時舉家移民紐西蘭。他繼續在大洋洲国家升學，先後畢業於奧克蘭文法學校和墨爾本大學，並取得機械工程榮譽學士和精算及財務商學士雙學位。大學畢業後在澳洲任職跨國企業策略顧問。及後獲得英國倫敦商學院取錄，負笈英國修讀工商管理碩士（MBA）。恰逢有工作機會可返回亞太地區，他未完成學位前退學，任職企業策略項目總監，過去十一年來一直在亞洲、歐洲、澳洲、美國等地協助跨國企業規劃發展策略，專長管理企業長遠規劃、市場競爭策略及跨國購併項目。

## 棄商從政
吳文遠熱愛滑雪、滑水、攝影及旅遊，曾在2003年獨自到南美洲遊歷，半年內走遍南美洲所有國家。在南美洲生活期間，他被當地人面對貧窮依然樂觀向上、待人友善和包容的文化所感染，啟發到他對人生的思考，覺得無目的地為了名利而營營役役、但求向上爬的企業文化，到底並非個人志趣。2004年，吳文遠因工作關係返回亞太區，在中國多個省市生活，因而地接觸到大量知識分子，了解到中國高速發展及其背後沉重的社會代價，包括貧富懸殊、環境破壞、貪污腐敗、人權倒退等。雖曾久居外國，但他從未改變對香港的身份認同，亦一直對中港民主發展和社會問題關心不已。於是他毅然放棄「錢」途無可限量的MBA學位，2008年返港後加入社会民主连线，致志推動社會變革及民主發展，用公民抗命的方式改變社會。

## 政治理念
吳文遠認同左派及社會民主主義，他認為社會民主主義在國際社會非常普遍，並相信這套提倡以資源公平分配、國家提供保障、平等包容為前提，來推動經濟、社會和文化發展的理想，能使社會能公平、健康地發展，令人人不分貧富、不分種族，都能有尊嚴地生活、和諧共處。

## 政治抗爭及參選

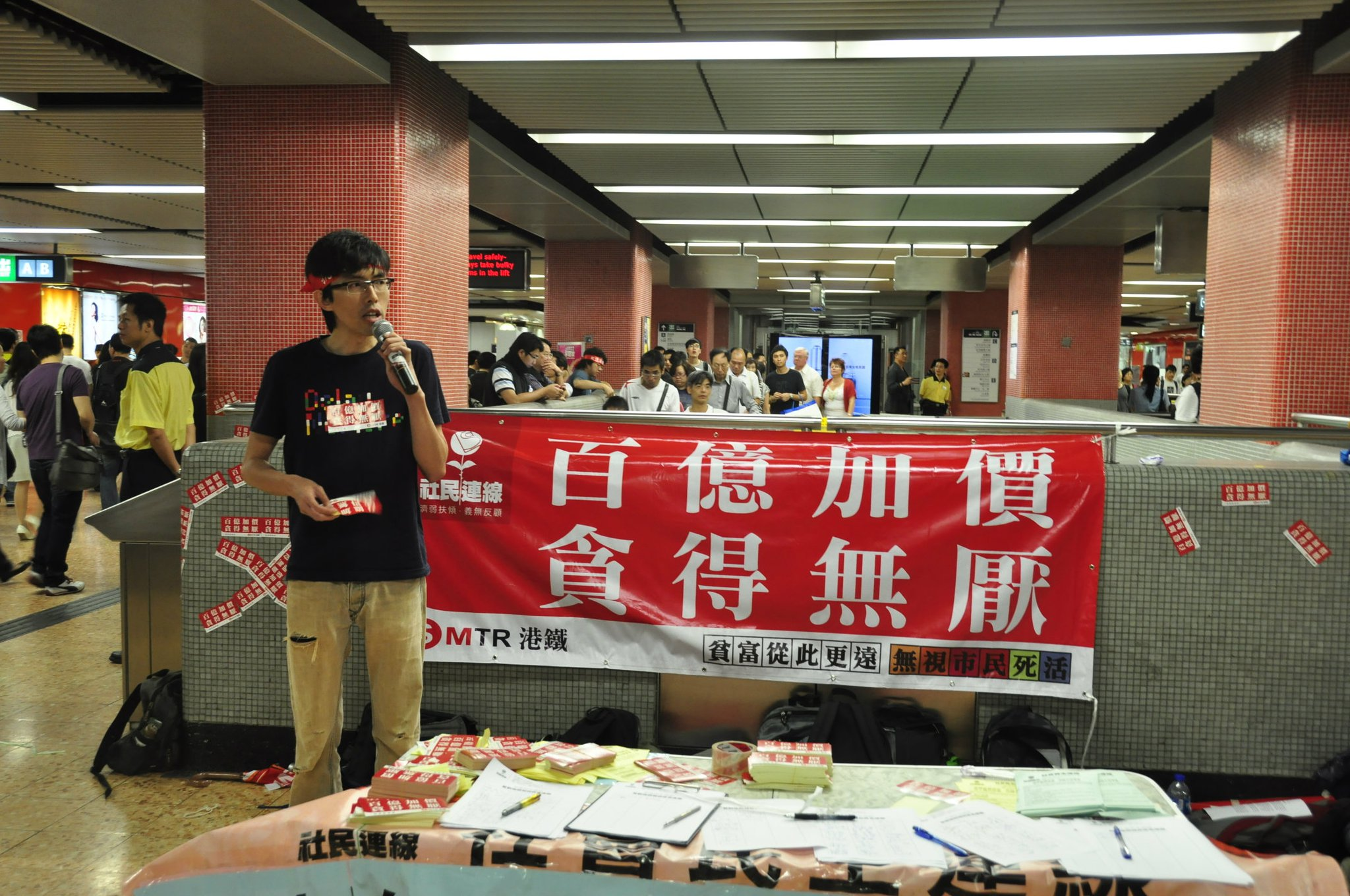
吳文遠於港鐵站內抗議港鐵加價

### 抗議胡錦濤訪港被捕
吳文遠及社會民主連線成員馬雲祺於2012年6月30日，在港灣道及菲林明道交界（近香港會議展覽中心）被十多名警察拘捕。當時他正參與支聯會針對胡錦濤訪港之示威活動。吳文遠聲稱二人並無異常舉動，甚至沒有呼叫口號。他們隨後被押解到香港仔警署，於翌日獲釋。社會民主連線指控警方踐踏公民表達政治異見之權利，警務處長曾偉雄必須就此道歉、交代及下台。

### now新聞台舉辦的港島選舉論壇

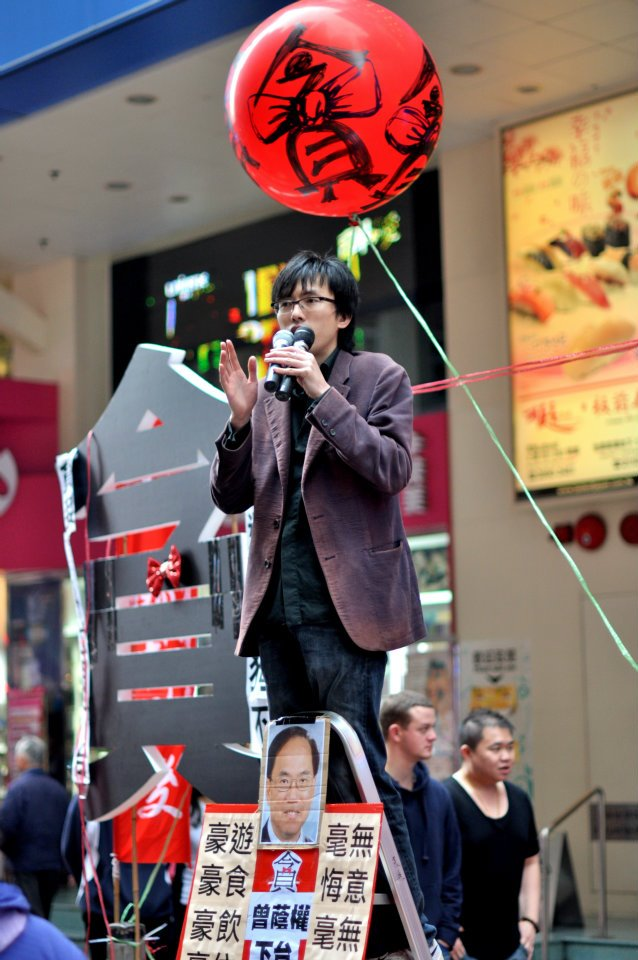
吳文遠於2012年3月3日反對小圈子選舉大遊行中，抗議曾蔭權收受利益

2012年8月22日，吳文遠以香港立法會香港島地區直選候選人的身份出席now新聞台舉辦之選舉論壇。席間，葉劉淑儀與劉健儀互相質疑對方「變臉」。社民連吳文遠亦質問葉劉淑儀，要求她交代上月到深圳見港澳辦主任王光亞一事，之後再把矛頭指向劉健儀，指她因為無得見王光亞才扮反對派，葉太聞言立即附和：「你講得啱呀，可能都係。」最終低票落選。

### 舉報梁振英發虛假聲明
2012年6月28日，吳文遠偕社民連前往廉政公署投訴，指梁振英在選舉期間否認其大宅有僭建，是失實聲明。當天晚上，社民連表示收到廉政公署通知，已正式就事件作出調查，並邀請社民連成員作供。事件始於2012年6月21日,有報章揭發當時的候任特首梁振英的山頂貝璐道4號的裕熙園大宅有僭建物。各黨派人士隨即要求梁振英交代，有泛民議員更提出選舉呈請，指梁振英在選舉期間發出虛假聲明。
2013年8月11日，示威者到天水圍向特首梁振英示威時有不少香港新界社團聯會及黑社會成員攻擊示威者，而警察沒有制止黑社會成員施襲，指責梁振英公然利用黑社會打壓示威者。為表達不滿及抗議梁振英利用黑社會打壓示威者，吳文遠在8月18日發起「無聲勝有聲，默站抗暴政」行動，於梁振英在8月18日到觀塘落區時，以默站 (Standing Man) 的方式和平表達反染紅、反黑幫的訴求，最後當日有超過200名市民響應默站。
「默站」（Standing man）行動，乃參照土耳其群眾抗爭。當時一名藝術工作者在伊斯坦堡的塔克席姆廣場上站立八小時，一語不發，直觀前方，靜默抗議土耳其警方粗暴對待示威者。由於他的行為與武力衝擊形成強烈對比，感染了更多人加入行動反抗土耳其政府的暴政，所以希望借鑑是次經驗舉行默站，以非暴力抗爭的方法喚起市民反抗梁振英打壓示威者。

### 雨傘運動
2014年10月初起，吳文遠從英國回港參與雨傘運動，一直在金鐘及旺角留守，以示對政改的不滿。
10月17日，警方在旺角清場，佔領地區範圍大幅收窄，當時旺角的佔領者當時守著亞皆老街至山東街一段南行線。警察去到山東街時最初表明祇是清理障礙物，但其後一度要求示威者進一步把彌敦道介乎亞皆老街和銀行中心之間一條行車線和行人路放開，吳文遠拒絕，認為放開行車線形同進一步清場；而當時警方已將那裡列為示威區，所以示威者無理由讓開佔領區。
面對佔領期間參與人士情緒激動時，吳認為情緒憤怒「易擦槍走火」，一直呼籲雙方保持冷靜，並一直呼籲不要衝擊。至於個別人士選擇挑釁警方，吳認為個人應為公民抗命的行為負責。
10月24日晚上，有10多名戴口罩的黑衣男子，昨午在彌敦道近山東街出現，他們徒手破壞木卡架後一度向登打士街方向逃去，數十名佔領者包括社民連副主席吳文遠追上前，其間一名口罩漢欲拿起單車擲向吳，被人制止後，另一人即跳起揮拳打向吳的臉，又踢其腹，但在場警員仍袖手旁觀。吳最後由救護車送至廣華醫院驗傷，手指、額頭及胸口紅腫。
11月30日，學聯及學民思潮宣布正式展開「對準政權，誓爭民主」包圍政府總部行動後，數以千計戴上頭盔和眼罩等裝備的市民，瞬間湧到金鐘龍和道，並與警方爆發衝突。當時社民連成員及吳文遠當晚也在龍和道參與佔領。後來警方清場時，他被警毆了三棍，其中一棍嘗試打頭，他舉手擋棍沒有傷及頭部，但其肋骨被警踩至骨裂，醫生向他表示需時一個多月才有望復元。吳事後形容形容那日是雨傘運動60多天以來，警方最暴力對待示威者的一役。
12月7日，10多名在警方行動中被拘留的佔領人士，包括社民連副主席吳文遠、前輔警楊逸朗等，昨午於金鐘佔領區舉行記招，譴責警方使用過份武力，致令市民受傷及在羈留市民時不人道對待被捕者。
12月2日，吳被釋放後在金鐘的大台表示希望大家可在佔領中保持團結，共同對抗不民主的政改方案。
12月11日，金鐘面臨清場，社民連副主席吳文遠認為9月28日雨傘運動揭幕，看到香港人不再怕強權，但港人未來會面對更多打壓，不過「只要一齊，對方比你更驚」。
他亦在清場後當晚與剛獲釋的副主席黃浩銘、陳健民及朱耀明均先後到警署門外聲援。。
12月18日，吳文遠被邀請到英國國會作證，以解釋《中英聯合聲明》落實情況及表達英國應該更積極支持香港民主政制發展的立場。他在委員會表示英國非常失望，對香港民主的跟進十分不足。而他亦認為香港和北京政府在推動政改的過程中完全重新解釋《中英聯合聲明》同國際法的基本定義和邏輯。

### 立法會選舉
繼在2012年立法會選舉香港島選區以3,169票（0.96%）落選後，吳文遠在2016年立法會選舉轉戰九龍西選區，最終以6,811票（2.44%）落選。

### 掟臭魚三文治案

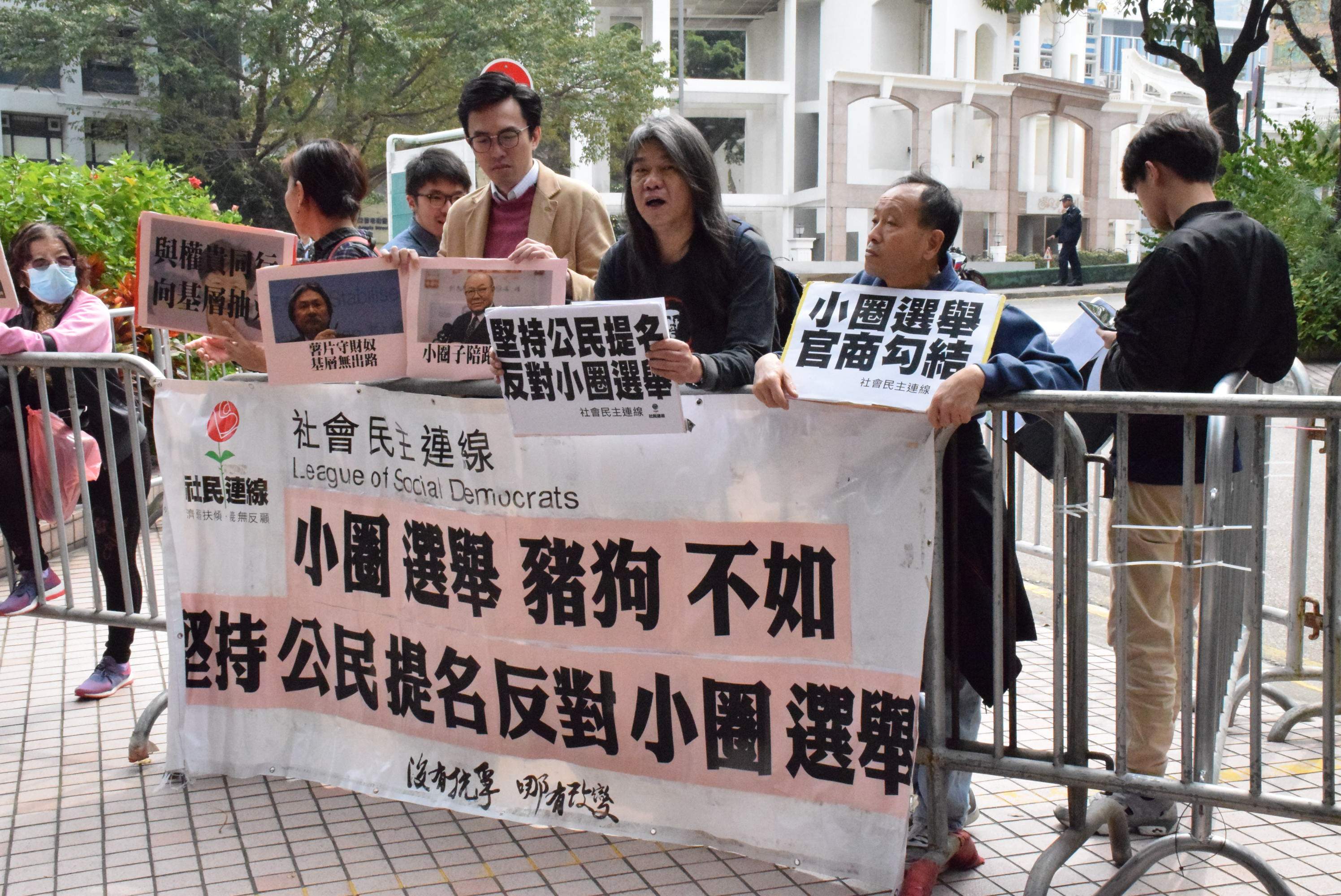
吳文遠與梁國雄等人抗議小圈子選舉，堅持公民提名

2016年9月4日，第六屆香港立法會選舉投票日，吳文遠涉嫌在時任特首梁振英前往票站投票時向其投擲「臭魚三文治」，梁彎腰避過，三文治擊中一名警隊署理總督察，其後吳文遠被控普通襲擊罪，指他襲擊該警員。
2017年10月31日，吳文遠被裁定罪名成立，判監三星期，獲准以1,000港元保釋等候上訴。
2019年3月6日 ，吳文遠上訴於高等法院被判得直，早前的定罪及判刑獲得撤銷，當庭釋放。法官明言大惑不解的是，案中有充份證據證明吳有意圖襲擊梁振英，但律政司只控告吳襲擊警員而非梁，故認為控方未能在毫無合理疑點下裁定吳有罪，因此裁定吳上訴得直。吳文遠在庭外表示「好耐未遇到咁正常嘅判決（很久未遇到過這麼正常的判決）」。
律政司指高等法院法官裁決涉及「廣泛重大不公」，要求上訴至終審法院，同年8月上訴被即場駁回。律政司認為法官以此原因裁定吳得直，卻未有向控方提及有此想法使控方失去辯解機會，認為法官不持平對待控辯雙方，造成重大不公。終院法官則在判詞指案中三文治擊中警員，控方檢控吳普通襲擊警員未嘗不可，惟根據案情似乎檢控吳襲擊梁振英會較為可取，以及控方雖然指涉及「重大不公」但不足以使法庭頒下上訴許可，因此駁回其申請。

### 反釋法遊行案
吳文遠與另外8名年齡介乎22至66歲示威者在2016年11月6日參與反釋法遊行期間沒有按不反對通知書的規定遊行，偏離遊行路線，又揚手示意遊行隊伍繼續前行，並以揚聲器喊叫「直搗中聯辦」、「圍搗中聯辦」，遊行者亦喊叫「反人大釋法」等口號。吳要求警方開設干諾道西一條行車線讓遊行人士使用，又指示遊行人士爬過鐵馬，衝出馬路，吳自己亦爬上鐵馬。最後眾人將鐵馬推向兩條行車線上，警方先後舉起黃旗及紅旗警告。最終吳文遠被捕，並被控煽惑他人擾亂公眾秩序及非法集結等罪名。

## 其他事件

### 涉嫌披露受廉署調查人士身份
吳文遠在2016年4月從報道得知馮程淑儀和其夫涉嫌濫權，由於不知執法部門會否主動跟進，遂向廉政公署舉報並同時告知記者，及於同年4月5日至5月24日期間，向傳媒包括電台節目及在facebook和instagram等社交平台披露馮程淑儀正被廉政公署立案調查。
2017年4月3日，廉署拘捕吳文遠並即日下午提堂，其涉嫌觸犯《防止賄賂條例》第30(1)(b)條「有關披露受調查人士身份等資料的罪行」。法律界人士指該條例目的要保障調查工作不受影響，以免涉案人士知悉被調查後毀滅證據；吳則指公眾有知情權，公眾不應連調查進展也被蒙在鼓裏，而告知傳媒是因為傳媒可監察政府。他獲准以1,000元港元保釋等候再訊。
2018年5月11日，吳文遠被裁定3項披露受調查人身分等資料罪罪成，裁判官質疑吳是否真的為「公眾利益」而披露該等資料，吳在一篇稱自己在廉署錄取口供的facebook帖文內，寫到因知名度低並謂「係時候推下自己個page先」，認為他披露調查細節乃藉機提高知名度，而不是顧全公眾利益。5月28日，吳文遠被判監4個月，但獲批准保釋。
2019年6月13日，高等法院駁回吳文遠的上訴，需即時收監，至7月15日獲准保釋。
2020年2月29日，終審法院駁回他的上訴許可申請，吳需返回監獄繼續服餘下約31天刑期。

### 與多名泛民主派人士同日在大圍捕被拘捕
2020年4月18日，吳與多名同屬前任及現任立法會議員和多名泛民主派人士，如區諾軒、梁國雄、楊森、李卓人、吳靄儀、單仲偕、何俊仁、何秀蘭、李柱銘和梁耀忠，商人黎智英、民間副召集人陳皓桓、其黨友黃浩銘和民主黨的蔡耀昌達15人，被警方以參加於8月18日，10月1及20日的未經批准集會為由，以非法集結為名於同日作出拘捕。5月18日下午，案件被告於西九龍裁判法院提堂，分三案處理，暫毋須答辯，控方申請押後案件四周至6月1 日再訊，以便控方準備文件將案件轉介至區域法院處理，期間各被告獲准各以1,000元保釋候訊。

## 外部連結
- 吳文遠個人網站[永久]
- 吳文遠個人facebook
- 吳文遠facebook專頁（页面存档备份，存于）

| 政黨職務                                         | 政黨職務                              | 政黨職務      |
| ------------------------------------------------ | ------------------------------------- | ------------- |
| 前任： 麥國風（內務行政） 李偉儀（內務組織發展） | 社會民主連線副主席（內務） 第三屆     | 繼任： 鄧徐中 |
| 前任： 陶君行                                    | 社會民主連線副主席（外務） 第四至五屆 | 繼任： 黃浩銘 |
| 前任： 梁國雄                                    | 社會民主連線主席 第六屆               | 繼任： 黃浩銘 |